# Eugeniusz Gatnar
Eugeniusz Gatnar (ur. 16 sierpnia 1960 w Wodzisławiu Śląskim) – polski ekonomista, profesor nauk ekonomicznych, nauczyciel akademicki. Członek Zarządu Narodowego Banku Polskiego (2010–2016), członek Rady Polityki Pieniężnej w kadencji 2016–2022.

## Życiorys
W trakcie studiów działał w Niezależnym Zrzeszeniu Studentów. Ukończył studia na Wydziale Zarządzania Akademii Ekonomicznej w Katowicach. Na tej samej uczelni w 1993 uzyskał stopień doktora nauk ekonomicznych (na podstawie pracy Modelowanie jakościowe zjawisk ekonomicznych), a w 1999 stopień doktora habilitowanego nauk ekonomicznych (w oparciu o rozprawę Symboliczne metody klasyfikacji danych). W 2009 otrzymał tytuł profesora nauk ekonomicznych. Odbywał różne staże naukowe za granicą, m.in. w École supérieure de commerce w Tuluzie, University of Strathclyde w Glasgow, University of Cambridge oraz w Arnhem Business School. Prowadził wykłady z analizy danych finansowych na uczelni PHZ w Lucernie. Zawodowo związany z Akademią Ekonomiczną (następnie Uniwersytetem Ekonomicznym) w Katowicach. W 2001 objął stanowisko profesora nadzwyczajnego. Był prodziekanem ds. edukacji oraz ds. nauki (2002–2008), a następnie dziekanem Wydziału Zarządzania katowickiej AE. Objął kierownictwo Zakładu Analizy Danych Statystycznych na tej uczelni. Jest autorem licznych prac naukowym, w tym kilku monografii. Specjalizuje się w zakresie ekonometrii, informatyki ekonomicznej oraz statystyki.
Zasiadał w Państwowej Komisji Akredytacyjnej oraz we władzach Polskiego Towarzystwa Statystycznego. Powoływany w skład Rady Statystyki IV i V kadencji. Był doradcą prezesa Narodowego Banku Polskiego. 25 marca 2010 objął stanowisko członka Zarządu NBP.
13 stycznia 2016 Senat z rekomendacji Prawa i Sprawiedliwości powołał go w skład Rady Polityki Pieniężnej na sześcioletnią kadencję.

## Odznaczenia
Odznaczony Srebrnym (1998) i Złotym (2002) Krzyżem Zasługi, Krzyżem Wolności i Solidarności (2015) oraz Krzyżem Kawalerskim Orderu Odrodzenia Polski (2010). Wyróżniony m.in. Medalem Komisji Edukacji Narodowej (2008) oraz odznaką honorową „Za zasługi dla statystyki RP” (2022).